# Incidente dell'Embraer EMB 110 di Manaus Aerotáxi del 2009
L'incidente della Manaus Aerotáxi si verificò nello stato di Amazonas in Brasile il 7 febbraio 2009. Alle 13:50 ora locale, un suo Embraer EMB-110P1 Bandeirante biturboelica, codice di registrazione PT-SEA, operante come volo Aerotaxi da Coari (SWKO) a Manaus (SBEG), si schiantò nel fiume Manacapuru circa 80 chilometri a sud-ovest della sua destinazione, provocando la morte dei due membri dell'equipaggio e di 22 dei 26 passeggeri a bordo. I quattro passeggeri sopravvissuti, che erano seduti nella parte posteriore, riuscirono a sfuggire all'aereo che affondava ed a nuotare sani e salvi fino a riva. Tra i passeggeri c'erano otto bambini, di cui uno sopravvissuto, e una famiglia di 17 persone, con soli due superstiti.

## L'incidente

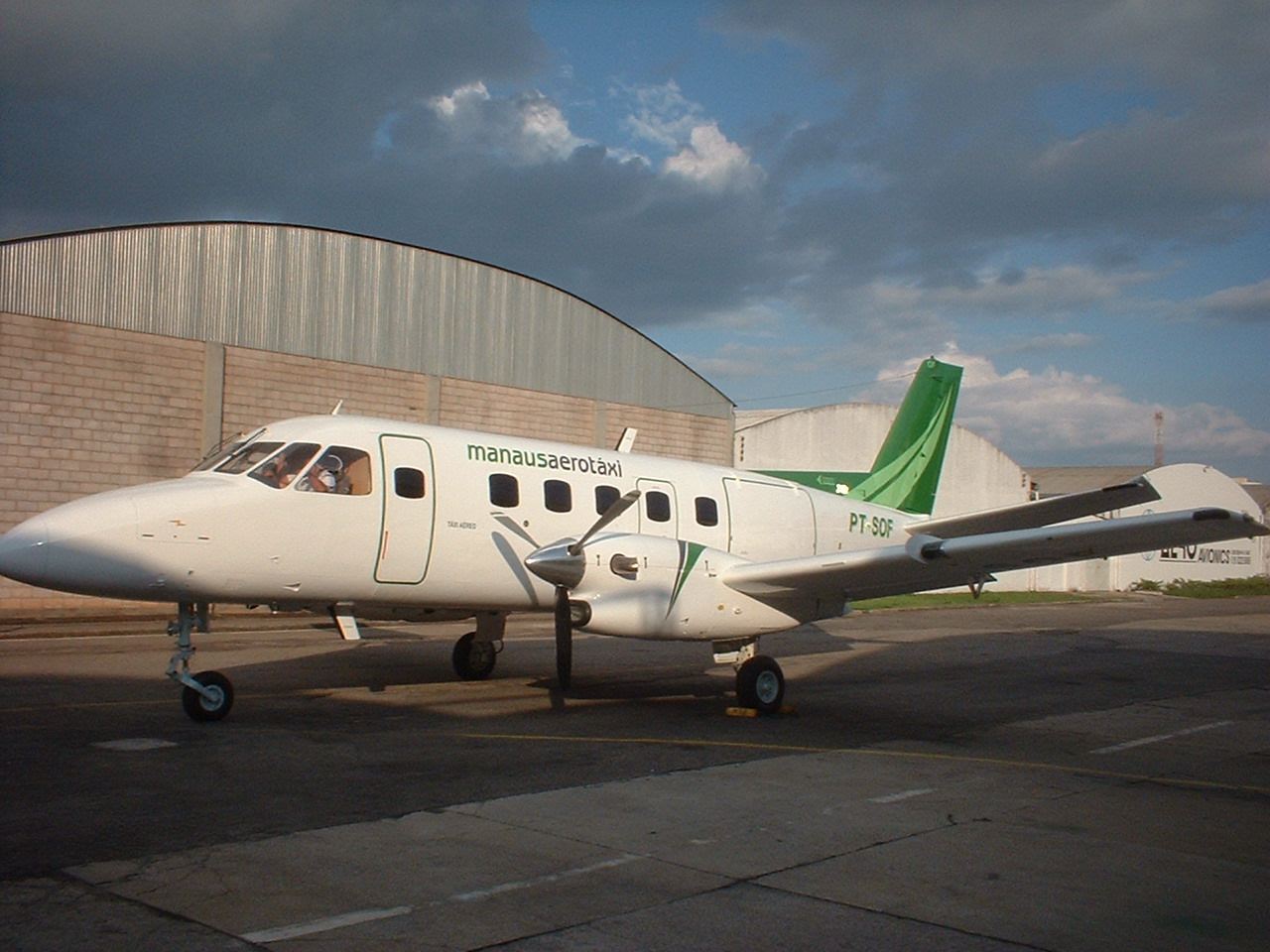
Un Embraer 110 Bandierante simile all'aereo dell'incidente.

L'aereo, registrato PT-SEA e dotato del numero di serie 110352, trasportava 28 persone, sebbene fosse certificato per ventuno. Poco prima dello schianto, il pilota tentò di tornare a Coari a causa delle forti piogge, ma poi dovette effettuare un atterraggio d'emergenza su una pista abbandonata della città di Manacapuru. I sopravvissuti dichiararono di aver visto una delle eliche dell'aereo smettere di girare prima dello schianto.
L'aereo precipitò nel fiume in un punto a circa 500 metri dalla pista abbandonata ed a 20 minuti dalla sua destinazione prevista, Manaus, sprofondando a una profondità di circa 5-7 metri. I quattro sopravvissuti (tre adulti e un bambino di nove anni), che erano seduti nella parte posteriore dell'aereo, riuscirono ad aprire un'uscita d'emergenza e a raggiungere la superficie; non riportarono delle ferite gravi.
Quasi quaranta soccorritori, tra cui nove sommozzatori e funzionari della protezione civile, trascorso la notte alla ricerca di sopravvissuti nella giungla. Le squadre di soccorso riuscirono a recuperare tutti i ventiquattro corpi; tutti i decessi sono stati attribuiti all'annegamento. Le vittime furono quindici passeggeri adulti, sette bambini e i due piloti.
Il quotidiano Folha de S. Paulo riportò che l'aereo era pieno di membri di una famiglia diretti a Manaus per festeggiare il compleanno di un parente. Quindici delle vittime e due sopravvissuti appartenevano a questa famiglia. Paulo Roberto Pereira, un portavoce della compagnia charter coinvolta, inizialmente riportò erroneamente il numero di persone a bordo, affermando che a bordo c'erano ventidue passeggeri e due membri dell'equipaggio, ma successivamente aumentò tale cifra a ventisei passeggeri e due membri d'equipaggio.

## L'indagine
Il Centro di Indagine e Prevenzione degli Incidenti Aeronautici del Brasile (CENIPA) indagò sull'incidente e pubblicò il suo rapporto finale il 30 luglio 2010. Il CENIPA concluse che il turboelica era decollato con un peso eccessivo e il suo motore sinistro si era guastato durante il viaggio. Incapace di mantenere il volo livellato su un singolo motore con troppo peso a bordo, l'aereo si schiantò durante il tentativo di eseguire un atterraggio d'emergenza.
Secondo il CENIPA, l'aereo era partito da Coari con un peso di 549,7 kg superiore al peso massimo certificato al decollo, con 28 persone a bordo, di cui due membri dell'equipaggio e 26 passeggeri, mentre l'aereo era certificato per un massimo di due membri dell'equipaggio e 19 passeggeri. C'erano solo 18 posti passeggeri installati sull'aereo, quindi otto viaggiavano come "bambini in grembo", una situazione definita dal CENIPA "incoerente con la realtà" ("situação que não condizia com a realidade"). Il CENIPA notò che quando il pilota in comando si mise in contatto via radio il controllo del traffico aereo del Centro Amazzonico, segnalò 20 persone a bordo, invece delle effettive 28.